# Niels Giffey
Niels Giffey (Berlín, 8 de junio de 1991) es un jugador alemán de baloncesto que prtenece a la plantilla del Bayern de Múnich de la BBL. Mide 2,00 metros de altura y ocupa la posición de Alero. Es internacional absoluto con Alemania. Es el segundo jugador alemán de la historia en ganar la NCAA dos veces.[cita requerida]

## Trayectoria

### Primeros años
Es hijo de Frank y Christine Giffey. Asistió a la Heinrich-Schliemann-Oberschule. Giffey jugó por primera vez en la BBC con el Marzahner Basket Bären. Con el equipo Sub-16, se proclamó en 2006 campeón de Alemania. Luego jugó para el TuS Lichterfelde Berlín, en el primer equipo de la ProB en la temporada 2007/08 bajo las órdenes de Matej Mamić. Después de descender categoría en 2008, se fue al equipo juvenil del ALBA Berlin, donde se reunió con algunos compañeros de su etapa en Basket Bären. Nuevamente se alzó con un título de campeón, esta vez el Sub-19. Un año más tarde, perdieron en la final contra el Team Urspring, pero subieron de categoría, a la ProB, la tercera división.

### Universidad
Después de su etapa juvenil, Giffey se comprometió con la Universidad de Connecticut cuyo entrenador era Jim Calhoun. Como estudiante de primer año, era suplente en el equipo que ganó la División I de la NCAA en el 2011. Después de ganar el torneo, dijo: "Fue un momento emotivo para mí, para la universidad, para el equipo, lo llevaré siempre en mi corazón y lo viví tanto que nunca pasó por mi mente dejar este lugar. Siempre sentí que quería ser un estudiante-atleta de la Universidad de Connecticut. Esta escuela me dio tanto cuando gané mi campeonato nacional con este equipo". Giffey anotó cuatro puntos y capturó seis rebotes en el partido por el campeonato contra la Universidad de Butler. En la temporada, promedió 2.2 puntos y 1.4 rebotes en 9.9 minutos por partido.
En su segundo año, Giffey promedió 2,6 puntos y 1,5 rebotes por partido. Se perdió el primer partido de la temporada después de una lesión en el codo.
Como júnior, promedió 4,9 puntos y 3,6 rebotes por partido. Se lesionó en la rodilla en un partido contra Cincinnati el 3 de marzo de 2013 y se perdió el resto de la temporada.
En el partido de semifinales del American Athletic Conference Men's Basketball Tournament de 2014, Giffey tuvo su récord personal con 24 puntos, incluyendo seis triples, para ayudar a Connecticut a derrotar a la Universidad de Memphis por 72-53 el 14 de marzo de 2014.
Giffey y sus compañeros de equipo de UConn Shabazz Napier y Tyler Olander son la únicos jugadores en la historia de la División I de la NCAA en ganar dos campeonatos como freshman y como sénior.

### Profesional
Después de no ser elegido en el Draft de la NBA de 2014 y de jugar la NBA Summer League con Utah Jazz y Memphis Grizzlies, el 15 de julio firmó un contrato de tres años con ALBA Berlin.
El 18 de junio de 2021, tras siete temporadas en Berlín, firmó por el BC Žalgiris de la LKL lituana.
El 11 de octubre de 2022, firmó con el UCAM Murcia de la Liga ACB.
El 5 de noviembre de 2022, firma por el Bayern de Múnich de la BBL.

## Selección nacional
Ha pasado por todos los equipos júnior de la Federación alemana de baloncesto, en el que destaca un quinto puesto en Campeonato de Europa Sub-20 de 2011. 
Ya con la absoluta, disputó el Eurobasket 2013 siendo el jugador más joven de la plantilla en disputarlo, y su seleccionador, Frank Menz, le premió con la titularidad y con 25 min por partido.
Los siguientes torneos internacionales en los que participaría fueron el Eurobasket 2017 y el Mundial de China 2019.
En verano de 2021, fue parte de la selección absoluta alemana que participó en los Juegos Olímpicos de Tokio 2020, que quedó en octavo lugar.
En septiembre de 2022 disputó con el combinado absoluto alemán el EuroBasket 2022, donde ganaron el bronce, al vencer en la final de consolación a Polonia, en el que promedió 9,2 puntos en 19 minutos de media.
Durante agosto y septiembre de 2023 fue integrante de la selección de Alemania que participó en el Mundial de 2023 celebrado en Asia, y que ganó el oro, tras ganar la final ante Serbia.
Entre julio y agosto de 2024 fue parte de la selección absoluta de Alemania, que disputó los Juegos Olímpicos de París, finalizando en cuarta posición, tras perder la final de consolación ante Serbia.

## Estadísticas

### Euroliga
| Año       | Equipo | PJ | PT | MPP  | %TC  | %3P  | %TL  | RPP | APP | ROB | TPP | PPP |
| --------- | ------ | -- | -- | ---- | ---- | ---- | ---- | --- | --- | --- | --- | --- |
| 2014-2015 | ALBA   | 24 | 15 | 15.2 | .443 | .396 | .400 | 2.3 | .2  | .5  | .1  | 4.9 |
| Total     |        | 24 | 15 | 15.2 | .443 | .396 | .400 | 2.2 | .2  | .5  | .1  | 4.9 |